# Гангрена
 Тази статия е за възпалението.  За наложницата на Михаил II Комнин вижте Гангрена (наложница).  
Гангрената (на латински: Gangraena) е некроза и последващо разлагане на телесна тъкан, предизвикани от инфекция, тромбоза или нарушаване на кръвообращението. Това състояние е най-характерно за крайниците.
Понятието „гангрена“ е въведено от хирурзите преди много столетия, когато те все още не са разполагали с данните от днешната патоанатомия и патофизиология. Като гангрена те са разбирали самостоятелно заболяване (умиране на някой орган от тялото), което има точно определен външен вид (симптоми), по които се разпознава от лекаря и налага точно определено лечение, най-често отстраняване на загиналия орган (ампутация), за да се спаси пациента.
Гангрената се дължи на прекратяване на артериалния кръвоток към засегнатия орган, вследствие на което храненето му се нарушава и той умира.

## Видове гангрена
Според външния вид на засегнатия орган, гангрената може да се раздели на две големи групи – суха и влажна.

### Суха гангрена (gangraena sicca)
Сухата гангрена засяга обикновено крайниците (ръце и крака, а понякога уши и нос). При нея запушването на кръвоносните съдове настъпва бавно (за месеци и години). Поради това организмът има време да отреагира със защитна реакция и да започне физиологично демаркиране (изолиране) на умиращата тъкан от съседната здрава тъкан. Първи се засягат най-периферните части на крайника (пръстите, ходилата). В началото стават непоносимо болезнени, до такава степен, че болката може да се намали единствено с наркотични аналгетици, а впоследствие губят чувствителност и започват да придобиват мумифициран вид – кафяв до черен цвят и намаляване по обем. Рязко се отграничават от околната здрава тъкан, липсва миризма и общото състояние на пациента е запазено, поради което ако сухата гангрена не премине във влажна, тя не е животозастрашаваща. Ампутацията на засегнатата част се извършва най-вече по козметични причини, за обезболяване, а и да се избегне евентуално усложнение.

### Влажна гангрена (gangraena humida)
Влажната гангрена, за разлика от сухата, има коренно противоположни белези – развива се остро вследствие на бързо запушване на артериите на дадения орган. Водещо значение за определяне на една гангрена като влажна е задължителното наличие на инфекция. Първичното заболяване, което я предизвиква е далеч по-видимо – тежко изгаряне на крайника, измръзване, тежка травма, зле протичащи специфични възпаления на костта и меките тъкани, съпроводени с тромбоза на съдовете, остра артериална недостатъчност на крайника (ОАНК). Органът придобива вид на трупно разлагане: увеличен е по обем, със зеленикав цвят, при натиск се чува специфичен звук (крепитации, защото тъканта е пълна с газ сероводород). Издава неприятна гнилостна миризма. Общото състояние на пациента е силно засегнато и ампутацията на увредения крайник е животоспасяваща. Влажната гангрена може да се наблюдава и при вътрешни органи (черва, перитонеум, панкреас, бял дроб като краен етап на техните най-тежки форми на възпаление).

## Заболяване или синдром
Поради факта обаче, че понятието „гангрена“ е получило разпространение в миналото, когато коремната и гръдната хирургия не е била толкова добре развита както общата хирургия, то и до днес в медицинските среди се употребява най-вече за крайниците и то изключително рядко. Съвременната патоанатомия и патофизиология го заменя с понятието некроза, некротично възпаление, защото е станало ясно, че гангрената сама по себе си не е заболяване, а е синдром, който е крайна най-тежка фаза на друго заболяване. Ако кажем само „гангрена“, не става ясно какво е първичното заболяване, което е довело до нея и какво лечение следва. Ако в днешни дни видим по крайниците белези, наподобяващи на сухата гангрена, заключението само „суха гангрена“ и една бегла превръзка са крайно неудовлетворителни. Диагнозата може да бъде някое от следните заболявания:
- хронична артериална недостатъчност на крайниците (ХАНК 3 – 4 стадий);
- облитериращ тромбангит (Бюргер);
- диабетна ангиопатия и др.

По подобие, синдромът на влажната гангрена на крайника може да се развие и трябва да се включи вътре в рамките на крайните стадии на други заболявания и синдроми:
- в съдовата хирургия: при нелекувана спешно остра артериална недостатъчност на крайниците (ОАНК);
- в ортопедията – при усложнени фрактури с ОАНК;
- в коремната хирургия – перитонеум (перитонеален инфаркт, некротичен перитонит), черва (нелекувани спешно заклещени хернии с некроза на заклещената част), панкреас (некротичен панкреатит), жлъчен мехур и пътища (некротичен холецистит) и т.н.